# Strukturel diskrimination
Strukturel diskrimination (sommetider også kaldet institutionel eller organisatorisk diskrimination) er en form for indskrænkning af visse personers muligheder. Diskriminationen er baseret på personernes forskellige identitetsmarkører, som fx køn, etnisk oprindelse, seksuel orientering mv. Strukturel diskrimination kan være forsætligt eller utilsigtet, og det kan foregå i både offentlige og private institutionelle praksisser. Strukturel diskrimination forekommer, når disse praksisser har uforholdsmæssigt negative virkninger på visse sociale gruppers muligheder.
Man kan inddele diskrimination i 3 niveauer, bemærk at man i denne kategorisering ikke sidestiller strukturel diskrimination med institutionel diskrimination:
- Individ-niveau refererer til diskriminerende adfærd af individuelle medlemmer af sociale grupper, som forskelsbehandler eller negativt påvirker medlemmer af en anden social gruppe. Dette kan både være intenderet og uintenderet.
- Institutions-niveau referer til den dominante sociale gruppes praksisser og adfærd, som skader eller forskelsbehandler en minoritet eller anden social gruppe. Dette omfatter også individer som kontrollerer institutioner og implenterer praksisser som skader eller forskelsbehandler minoriteter og andre sociale grupper.
- Strukturel diskrimination referer til de dominante sociale gruppers praksisser, som uforsætligt eller ubevidst har en skadelig eller forskelsbehandlende effekt på minoriteter og andre sociale grupper, som fx køn, etnicitet, seksuel orientering, religion m.fl.

Nogle begreber om strukturel diskrimination fokuserer på tidligere former for diskrimination, som har resulteret i nutidig ulighed, mens andre begreber fokuserer på praksisser, der stadig eksisterer i dag og som kan have uforholdsmæssigt negative effekter for minoritetsgrupper. Et åbenlyst eksempel på strukturel diskrimination var Jim Crow-lovene i det sydlige USA, som udtrykkeligt var rettet mod at begrænse sorte amerikanereres rettigheder inden for uddannelse, beskæftigelse mv.[kilde mangler]